# Суперкубок Оману з футболу 2004
Суперкубок Оману з футболу 2004 — 6-й розіграш турніру. Матчі відбулися з 13 по 18 червня 2004 року між чотирма найсильнішими командами Оману сезону 2003—04. Титул переможця змагання виборов Маскат, котрий з рахунком 3:2 переміг у фіналі Аль-Сіб.
| Володар Суперкубка Оману 2004 |
| ----------------------------- |
|                               |
| Маскат Перший титул           |

## Формат
У турнірі взяли участь чотири найсильніші клуби Чемпіонату Оману 2003—2004.
- Чемпіон — «Ан-Наср»
- Віце-чемпіон — «Маскат»
- Бронзовий призер — «Аль-Оруба»
- 4 місце — «Аль-Сіб»

## 1/2 фіналу
| Команда 1         | Заг. | Команда 2 | 1-й матч | 2-й матч |
| ----------------- | ---- | --------- | -------- | -------- |
| 13/15 червня 2004 |      |           |          |          |
| Ан-Наср           | 3:4  | Аль-Сіб   | 2:3      | 1:1      |
| Маскат            | 5:1  | Аль-Оруба | 1:1      | 4:0      |

## Матч за третє місце
| Команда 1      | Рахунок | Команда 2 |
| -------------- | ------- | --------- |
| 18 червня 2004 |         |           |
| Ан-Наср        | 4:3     | Аль-Оруба |

## Фінал
| Команда 1      | Рахунок | Команда 2 |
| -------------- | ------- | --------- |
| 18 червня 2004 |         |           |
| Аль-Сіб        | 2:3     | Маскат    |